# گوادالست

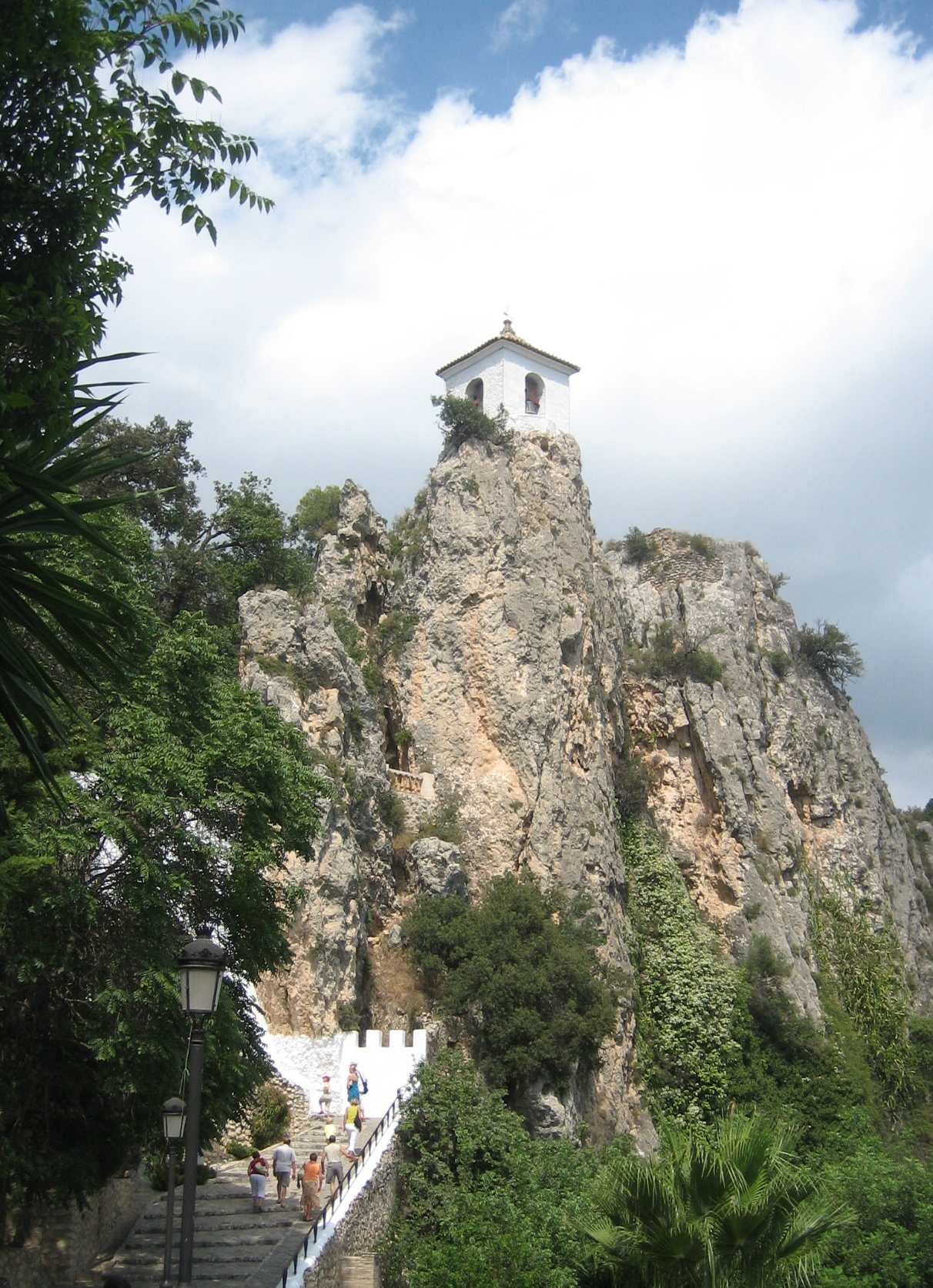

اِل کاستِل دِ گوادالِست (به اسپانیایی: El Castell de Guadalest) یا گوادالِست (Guadalest) دهستانی در استان آلیکانتهٔ اسپانیا است. در این دهستان ۱۸۹ نفر زندگی می‌کنند. مساحت این دهستان ۱۵٫۹۱ کیلومتر مربع است.

## نگارخانه

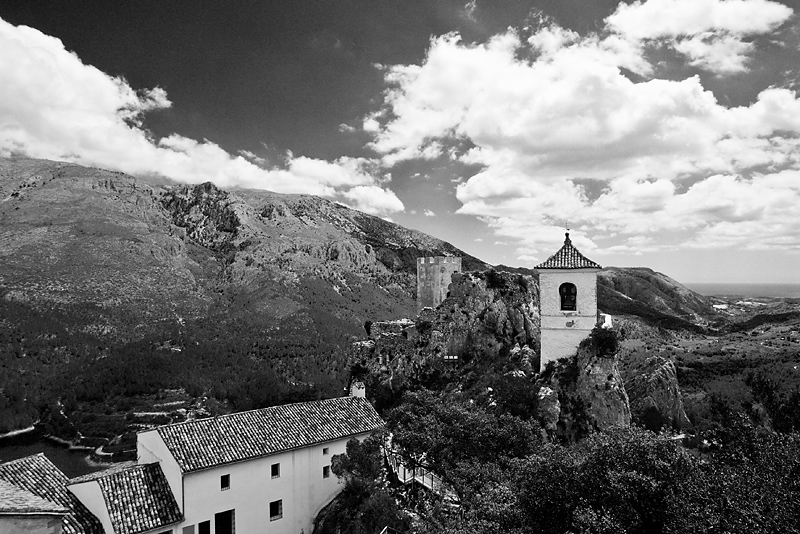
Tower of Guadalest
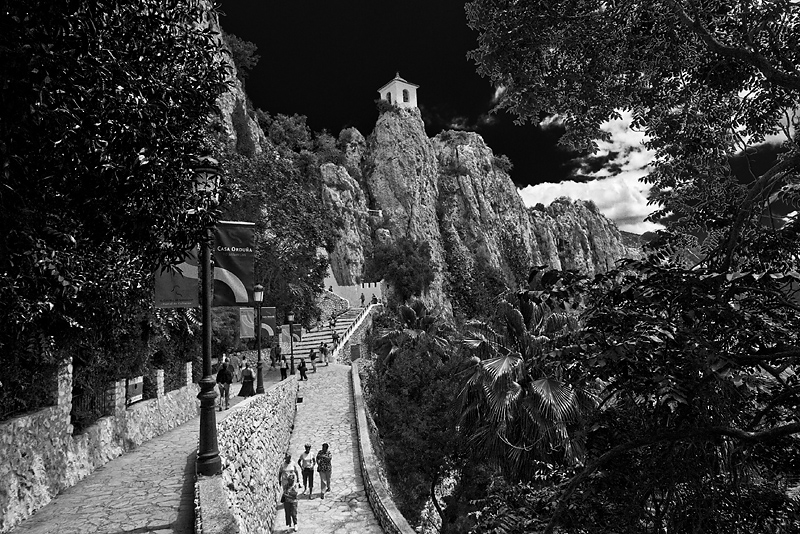
Road up to mountain of Guadalest
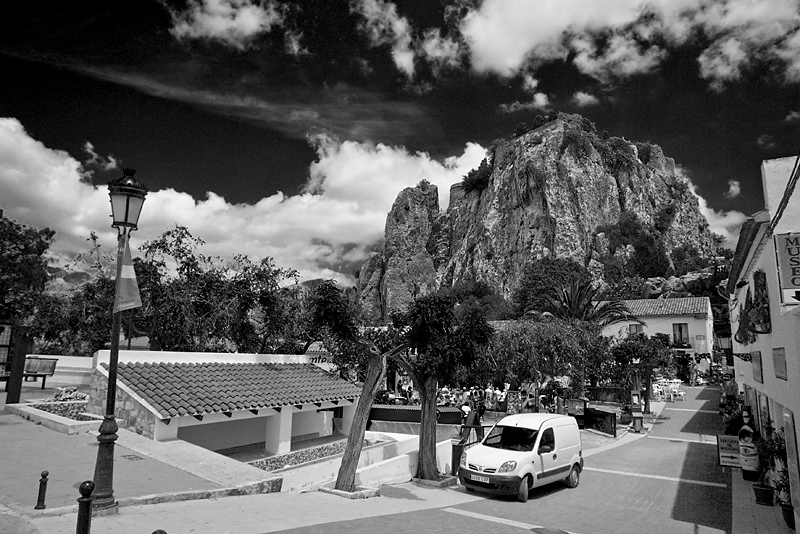
Mountain of Guadalest